# Ахорн-им-Мюльфиртель
Ахорн-им-Мюльфиртель (нем. Ahorn im Mühlviertel) — коммуна (нем. Gemeinde) в Австрии, в федеральной земле Верхняя Австрия. 
Входит в состав округа Рорбах.  Население составляет 490 человек (на 31 декабря 2005 года). Занимает площадь 13 км². Официальный код  —  41302.

## Политическая ситуация
Бургомистр коммуны — Штефан Фёльзер (АНП) по результатам выборов 2003 года.
Совет представителей коммуны (нем. Gemeinderat) состоит из 13 мест.
- АНП занимает 7 мест.
- СДПА занимает 4 места.
- АПС занимает 1 место.
- другие: 1 место.